# Girardides
Les Girardides sont un lignage de la noblesse franque qui descend de Gérard Ier de Paris, comte de Paris.
Les Girardides ont donné de nombreux comtes de Paris et de Metz.
Si le comte de Metz Richard mort en 982 est bien le fils du comte de Metz Gérard mort en 963, alors la Maison de Lorraine est une branche de la lignée des Girardides. Dans ce cas, la lignée franque des Girardides qui remonte au VIIIe siècle existerait toujours au travers de la Maison de Habsbourg-Lorraine.[réf. nécessaire]

## Généalogie
- Gérard I de Paris († 779), comte de Paris
  - Étienne de Paris († v. 815), comte de Paris
  - Leuthard I de Paris († v. 813/816), comte de Fezensac, comte de Paris.
    - Engeltrude de Fézensac, épouse Eudes d'Orléans, mère d'Ermentrude d'Orléans qui épouse Charles le Chauve
    - Gérard II de Vienne[1] († 874), comte de Paris, comte de Vienne.
    - Adalard le Sénéchal[2] († ap. 865)
      - Étienne († 882)
      - Une fille, fiancée en 865 à Louis le Jeune, fils de Louis le Germanique
      - Adalhard[3], comte de Metz († 890)
        - Étienne, comte de Chaumont
        - Gérard I de Metz († 910), comte de Metz, marié à Oda de Saxe, veuve de Zwentibold, roi de Lotharingie
          - Godefroid de Juliers († ap. 949), comte palatin de Lotharingie, marié à Ermentrude, fille de Charles le Simple
            - Godefroid I († 964), duc de Basse-Lorraine, comte de Hainaut
            - Gérard II, comte de Metz (944-963)
              - Richard, comte de Metz (963-982)
                - Gérard III († 1021/1033), marié à Éva, fille de Sigefroy, comte de Luxembourg.
                - Adalbert II, comte de Metz (1022-1033), marié à Judith von Öhningen.
                  - Gérard IV ( † 1045), comte de Metz (1033-1045)
                    - Adalbert III († 1048), comte de Metz (1045-1047), duc de Lorraine (1047-1048).
                    - Gérard V († 1070), comte de Metz (1047-1070), duc de Lorraine (1048-1070)

        - Richer de Liège († 945), Évêque de Liège
        - Matfried I de Metz († 930), comte de Metz. Marié à Lantsint.
          - Adalbert I de Metz († 944), comte de Metz marié à Luitgarde, fille de Wigéric de Bidgau

  - Bégon de Paris († 816), comte de Paris, frère de Leuthard Ier
    - Suzanne de Paris, épouse du comte Wulfhard de Flavigny
      - Adalhard de Paris (v. 830-† ap. 890), comte palatin, comte de Paris
        - Wulfhard, chancelier d'Empire

    - Leuthard II de Paris (806-858), comte de Paris